# أدريان غريفيثز
أدريان غريفيثز (بالإنجليزية: Adrian Griffiths)‏ (27 نوفمبر 1959 في المملكة المتحدة - ) هو لاعب كريكت بريطاني.

## وصلات خارجية
- أدريان غريفيثز على موقع إي آس بي آن كريك إنفو (الإنجليزية)